# Günter Hirschmann
Günter Hirschmann (* 8. Dezember 1935 in Burg bei Magdeburg; † 28. Dezember 2023) war ein deutscher Fußballspieler und Fußballtrainer.

## Sportliche Laufbahn

### Gemeinschafts- und Clubstationen
Seine fußballerische Laufbahn begann Günter Hirschmann 1947 bei der SG Sportfreunde, später als Betriebssportgemeinschaft Einheit Burg antretend. 1955 wechselte der Techniker zur BSG Motor Mitte Magdeburg, bei er sich bereits nach kurzer Zeit einen Stammplatz erkämpfen konnte und seinen Spitznamen „Mücke“ bekam. 1957 wurde er mit der Mannschaft von Motor Mitte zum SC Aufbau Magdeburg, dem späteren 1. FC Magdeburg, delegiert. Er bestritt bis 1969 für den 1. FC Magdeburg und seiner Vorgängermannschaften 330 Punktspiele (davon 162 in der DDR-Oberliga), in denen er 113 Tore (47 in der Oberliga) erzielte. Des Weiteren absolvierte er 25 nationale Pokalpartien mit elf Toren sowie fünf Einsätze im Europapokal.
Seine größten Erfolge sind die FDGB-Pokalsiege mit dem SC Aufbau 1964 und 1965 sowie dem FCM 1969. Dabei avancierte er 1965 im Finale gegen den SC Motor Jena zum Matchwinner, als er in der 89. Minute einen Foulelfmeter zum 2:1-Sieg verwandelte.

### Auswahleinsätze
Am 16. April 1961 wurde Günter Hirschmann von Heinz Krügel in die DDR-Nationalmannschaft berufen. Die 0:2-Niederlage gegen Ungarn blieb sein einziges A-Länderspiel. Für die DDR-Nachwuchsnationalmannschaft hatte Hirschmann zwischen 1958 und 1965 drei Partien bestritten und ein Tor erzielt. In der B-Nationalelf wurde der Magdeburger einmal eingesetzt.

### Erfolge
- FDGB-Pokalsieger: 1964, 1965 und 1969

## Weiterer Werdegang
Nach Beendigung seiner aktiven Zeit wurde Günter Hirschmann Trainer im Nachwuchs des 1. FC Magdeburg. Zusätzlich arbeitete er als Schlosser im Schwermaschinenbaukombinat Ernst Thälmann. Ende 2023 verstarb der Ex-Nationalspieler im Alter von 88 Jahren.